# Лисича катерица
Лисичата катерица (Sciurus niger) е вид бозайник от семейство Катерицови (Sciuridae).

## Разпространение и местообитание
Видът е разпространен в Канада (Британска Колумбия, Манитоба, Онтарио, Саскачеван), Мексико (Коауила) и САЩ (Алабама, Арканзас, Калифорния, Колорадо, Кънектикът, Делауеър, Флорида, Джорджия, Айдахо, Илинойс, Индиана, Айова, Канзас, Кентъки, Луизиана, Мериленд, Мичиган, Минесота, Мисисипи, Мисури, Монтана, Небраска, Ню Джърси, Ню Мексико, Ню Йорк, Северна Каролина, Северна Дакота, Охайо, Оклахома, Орегон, Пенсилвания, Южна Каролина, Южна Дакота, Тенеси, Тексас, Вирджиния, Вашингтон, Западна Вирджиния, Уисконсин и Уайоминг).